# 알헤테
알헤테(스페인어: Algete)는 스페인 중부에 있는 마드리드 지방의 마을이자 지방 자치체이다. 자치 지방인 마드리드 지방의 알칼라 자치주 내에 위치해 있다. 2013년 기준 인구는 20,136명이다. 마드리드에서 북동쪽으로 30km 정도 떨어진 곳에 있다.
명소로는 아순시온 데 누에스트라 세뇨라 교회 등이 있다.